# Roche couverture

Piège stratigraphique d'une plateforme carbonatée drapée par des dépôts argileux (roche couverture). L'érosion de la roche couverture (shales) rend le piège visible.

Une roche couverture est une roche imperméable située au dessus de la roche réservoir et bloquant la migration des hydrocarbures et kérogènes dans leur ascension vers la surface au sein d'un piège géologique. 
C'est une des trois composantes d'un système pétrolier avec la roche mère et la roche réservoir.

## Propriétés

Piège structural dans un anticlinal. En rouge : hydrocarbures ; jaune : roche réservoir ; vert : roche couverture.

Les roches couvertures sont caractérisées par deux paramètres principaux : une faible perméablilité et une plasticité élevée. La faible perméabilité est caractérisée par une pression d'entrée supérieure à celle des roches environnantes, les fluides s'écoulant donc préférentiellement dans ces dernières. La plasticité élevée doit permettre à la roche couverture de conserver sa continuité, même à travers des épisodes de déformation structurale.

## Types de roches couvertures

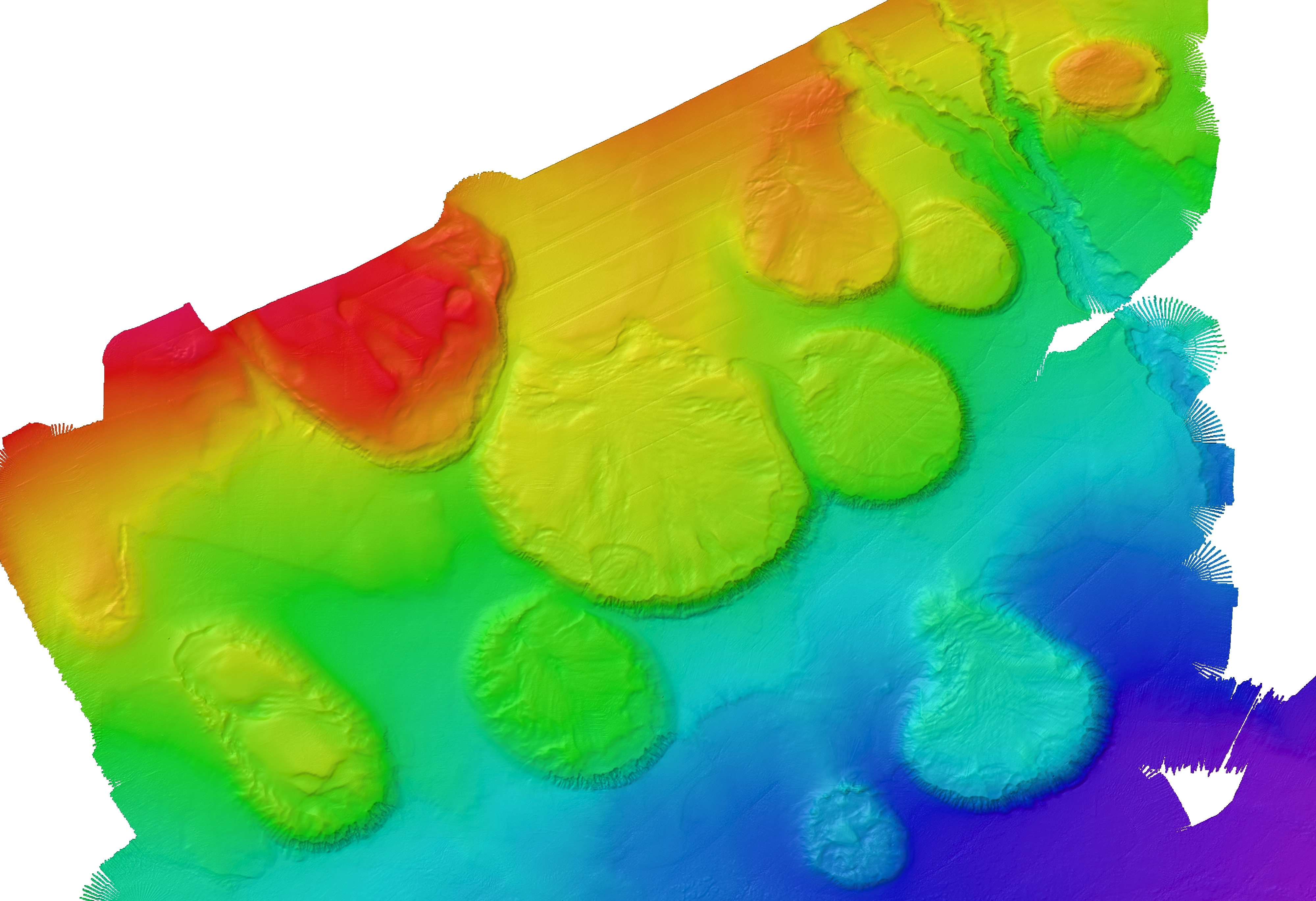
Dômes de sel affleurant dans le golfe du Mexique.

Différents types de roches peuvent offrir des propriétés de roches couvertures. Les systèmes pétroliers exploitables en comportent principalement deux :
- les évaporites ou roches salines (principalement halite et anhydrite), qui présentent les meilleures caractéristiques. Imperméables aux fluides liquides et gazeux, elles ont une porosité efficace nulle. En subsurface, la surpression liée à la diagenèse leur confère une plasticité extrêmement élevée, et les couches d'évaporites peuvent se comporter comme des fluides en formant des structures drapantes au-dessus des réservoirs et en accommodant les mouvements des failles[1].
- les argiles ou argilites, qui possèdent une très faible perméabilité en raison de la structure cristalline propre des feuillets argileux[2],[1].